# Emil Belluš
Emil Belluš (Slovenská Ľupča, 19 settembre 1899 – Bratislava, 14 dicembre 1979) è stato un architetto slovacco, esponente del funzionalismo.

## Biografia
Nacque nella famiglia dell'esperto mobiliere Daniel Belluš e di sua moglie Anna, di cui fu primogenito. Le origini del suo successo artistico derivano dall'ambiente familiare, che gli diede un orientamento culturale fin dalla più tenera infanzia. Il padre, benché fosse un artigiano, si accostò alla vita culturale di Banská Bystrica, interessandosi al teatro e alle arti figurative, e coinvolse anche i figli nella sua passione.
Ricevette l'istruzione di base a Banská Bystrica, ove frequentò anche il ginnasio. A diciott'anni fu arruolato nella milizia territoriale. Al termine della guerra, nel 1918 poté ritornare agli studi alla facoltà di architettura dell'Università tecnica di Budapest, che all'epoca era ancora la capitale del Regno d'Ungheria. Nel giro di un anno, mutata la situazione politica, si trasferì a  Praga, che era divenuta capitale della Cecoslovacchia, per proseguire gli studi alla facoltà di architettura dell'Università Tecnica Ceca. Durante questo periodo contribuì attivamente alle attività del circolo di studenti slovacchi Detvan, in cui incontrò pittori, musicisti e filosofi, con cui strinse amicizie che dureranno per tutta la vita.
Nel 1924 come praticante progettò il suo primo edificio nel solco del tradizionalismo: la polifunzionale Casa del popolo di Banská Bystrica. A partire dal 1925 ebbe un suo studio a Bratislava e divenne membro del Circolo degli artisti slovacchi; prese parte regolarmente alle loro esposizioni a Bratislava, a Hodonín e a Cracovia. Qui gettò le basi della sua successiva collaborazione con Martin Benka e Janko Alexy. Nel 1928 divenne membro della direzione della nuova Scuola di artigianato artistico, insieme con Dušan Jurkovič e Fridrich Weinwurm. Collaborò anche con il regista Ján Jamnický al Teatro Nazionale Slovacco come scenografo. Fu impegnato anche nella redazione del giornale culturale Nová Bratislava.
Fu coinvolto nella fondazione dell'Alta scuola tecnica slovacca, l'odierna Università Tecnica Slovacca, e nell'insegnamento dell'architettura in Slovacchia: dal 1939 al 1970 lavorò come professore e dal 1945 al 1946 fu decano del dipartimento di ingegneria edile. Nel 1955 divenne membro dell'Accademia slovacca delle scienze e nel 1956 ottenne il titolo di dottore di ricerca. L'ultimo suo edificio è l'internato di Mladá Garda a Bratislava nel 1954, in seguito si dedicò solo alla teoria e all'insegnamento.
Emil Belluš ebbe anche un ruolo importante nella fondazione di associazioni di architetti. Fu presidente del Circolo degli architetti slovacchi dal 1945 al 1953 e dell'Unione degli architetti slovacchi dal 1955 al 1956. Fondò numerose riviste di settore, come Technický obzor slovenský ("Orizzonte tecnico slovacco") nel 1939, e in seguito Architektúru a urbanizmus ("Architettura e urbanesimo") e Životné prostredie ("Ambiente abitativo"). Scrisse l'Encyklopédiu pozemného staviteľstva ("Enciclopedia delle costruzioni edili").
Gli anni 1930 e 1940 furono il massimo periodo creativo per Emil Belluš. Progettò numerosi edifici pubblici, amministrativi, residenziali e industriali. Quelli di Bratislava hanno fortemente influenzato il volto della città, sia che si trattasse dei condomini nella parte bassa dell'attuale piazza SNP (1934-1935), o l'edificio della Banca nazionale (odierna Procura generale) su Štúrova ulica, dell'edificio amministrativo Coburg su rad Dostojevského (in collaborazione con gli architetti Weinwurm e Vécsei) dal 1937 (oggi sede del Sindacato dei giornalisti) su Župné námestie o 400 appartamenti sociali su Miletičová ulica e Trenčianská ulica. Allo stesso modo, l'ufficio postale principale di Piešťany e le casse di risparmio municipali (oggi banche) di Martin e Banská Bystrica sono ancora punti importanti nella progettazione urbana di queste città.
Esempio definitivo di proporzioni perfette è il mulino "NUPOD" a Trnava del 1936 e il serbatoio d'acqua del 1941 nella stessa città, che è considerato una delle costruzioni più belle di Belluš. Pochi conoscono l'impressionante fabbrica Dinas a Banská Belá, dove Belluš progettò una serie di coperture a conchiglia che rendono l'edificio perfettamente integrato nel terreno collinare.
La portata creativa di Emil Belluš era estremamente ampia. Una delle dimensioni quasi sconosciute della sua opera era la sua opera scenografica. Il cognato Ján Jamnický, che era un noto regista d'avanguardia, introdusse Belluš in un nuovo settore creativo, l'arte scenica. Belluš fu uno dei pionieri della moderna scenografia slovacca e insieme a Jamnický andò ben oltre le concezioni del suo tempo.
Altre sue opere, che progettò come praticante, sono un monumento commemorativo e una lapide agli iniziatori e ai leader dell'ammutinamento del 72º reggimento di fanteria alle Bocche di Cattaro, M. Jurza e Škrapík, fucilati nel giugno 1918 e sepolti nel cimitero di Slávičie údolie. La sua stretta relazione con la cultura è anche documentata dal fatto che durante tutta la sua vita ha prestato straordinaria attenzione ai compiti che hanno elevato la cultura nazionale.
L'opera di Emil Belluš offre un contributo significativo all'architettura funzionalista non solo slovacca, ma anche europea. Il ponte vetrato colonnato sul fiume Váh a Piešťany della prima metà degli anni '30 insieme al Crematorio di Bratislava dell'architetto Ferdinand Milučký furono classificati dall'unione internazionale di architetti tra gli edifici più interessanti del mondo. I progetti di architettura di Emil Belluš si aprivano alle tendenze moderne, ma rispettavano anche le tradizioni nazionali. Molte delle sue opere sono diventate monumenti culturali nazionali.
Il celebre architetto ha influenzato l'aspetto di molte città slovacche non solo per la sua opera, ma anche indirettamente con le costruzioni dei suoi seguaci. Nel 1965 fu insignito del titolo di Artista nazionale per il suo lavoro e nel 1974 ricevette il premio Dušan Jurkovič. I dignitari accademici della facoltà di architettura dell'Università tecnica slovacca di Bratislava hanno deciso di dedicargli un'aula dell'università, il cui vestibolo ospita un busto dell'architetto. In suo onore dal 1990 viene conferito un premio Emil Belluš alla carriera.

## Esposizioni internazionali
Prese parte alle seguenti esposizioni internazionali: Vienna 1934, Bruxelles 1935, Parigi 1937, New York 1938, Parigi 1947, Cina 1955 e Cracovia 1957.

## Opere
- 1924 – Casa del popolo, Banská Bystrica
- 1930 – Edificio del circolo canottieri, Bratislava
- 1932 – Ponte colonnato, Piešťany
- 1931 – Ufficio postale, Piešťany
- 1936 – Mulino automatico NUPOD, Trnava
- 1934–1937 – Condomini in piazza SNP, Bratislava
- 1936-1937 - Ufficio distrettuale, Piešťany
- 1936–1938 – Banca nazionale su Štúrova ulica (odierna Procura generale), Bratislava
- 1943 – Edificio della Camera degli ingegneri su Kapucínska ulica, Bratislava
- 1946 – Serbatoio d'acqua, Trnava (in collaborazione con Karel Havelka)
- 1948 – Municipio nuovo su Primaciálne námestie, Bratislava
- 1947–1950 – Facoltà di architettura dell'Università tecnica slovacca su Námestie slobody, Bratislava
- 1948 – Hotel Devín, Bratislava (in collaborazione con Krampl e Uhliarik)
- 1948-1950 - Fabbrica Dinas, Banská Belá
- 1954 – Internato per studenti Mladá garda, Bratislava

## Galleria d'immagini

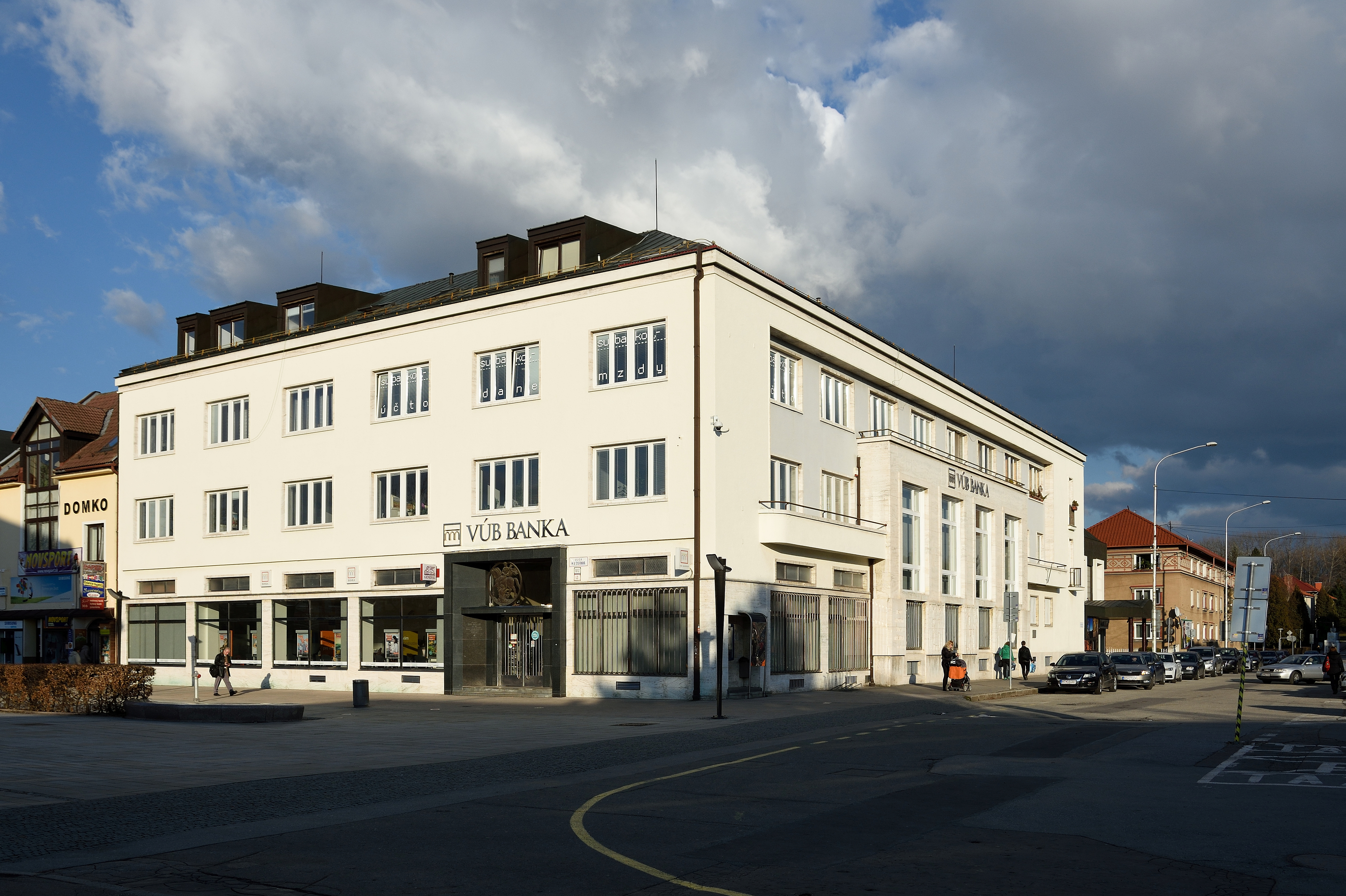
Cassa di Risparmio, Martin
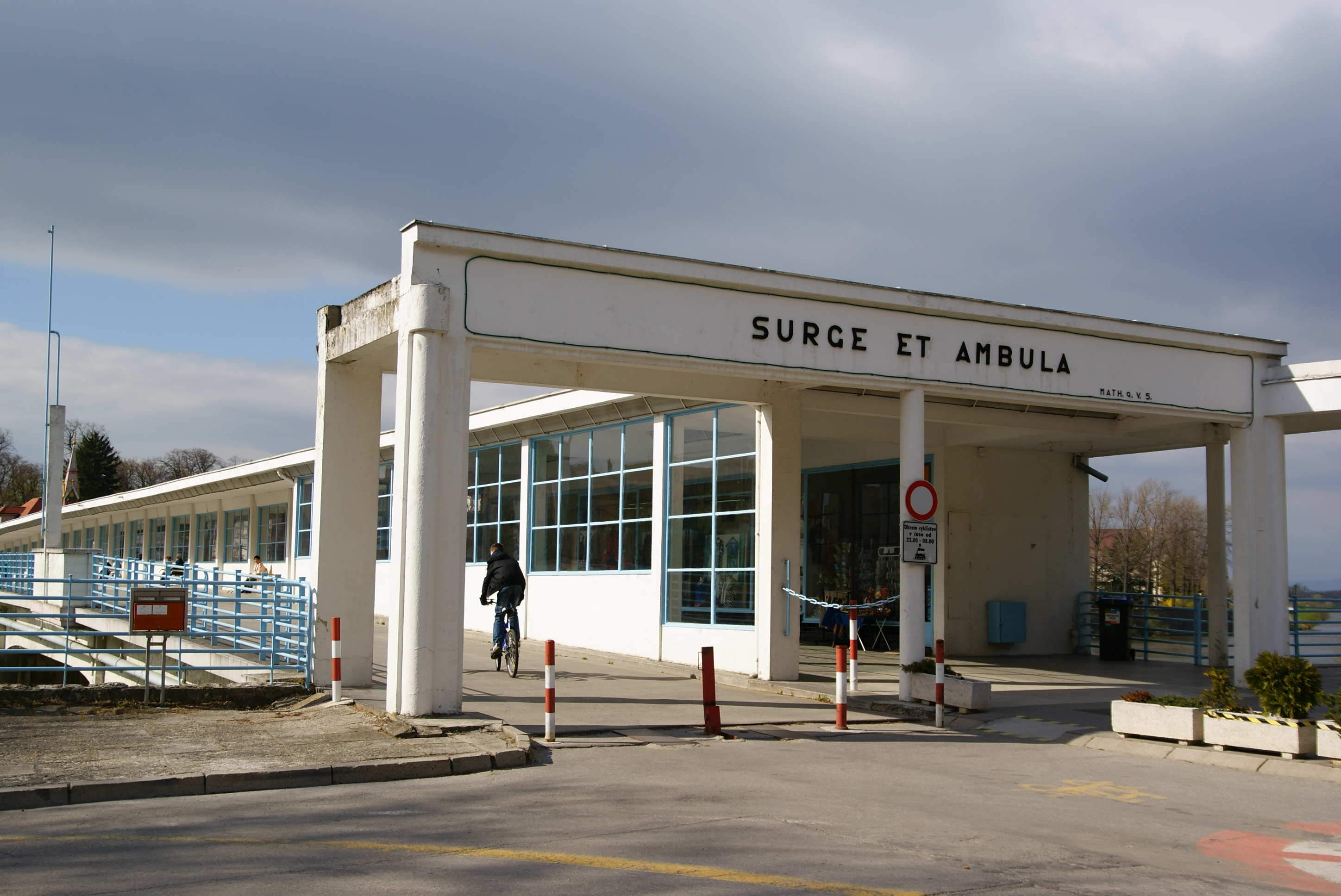
Ponte colonnato, Piešťany
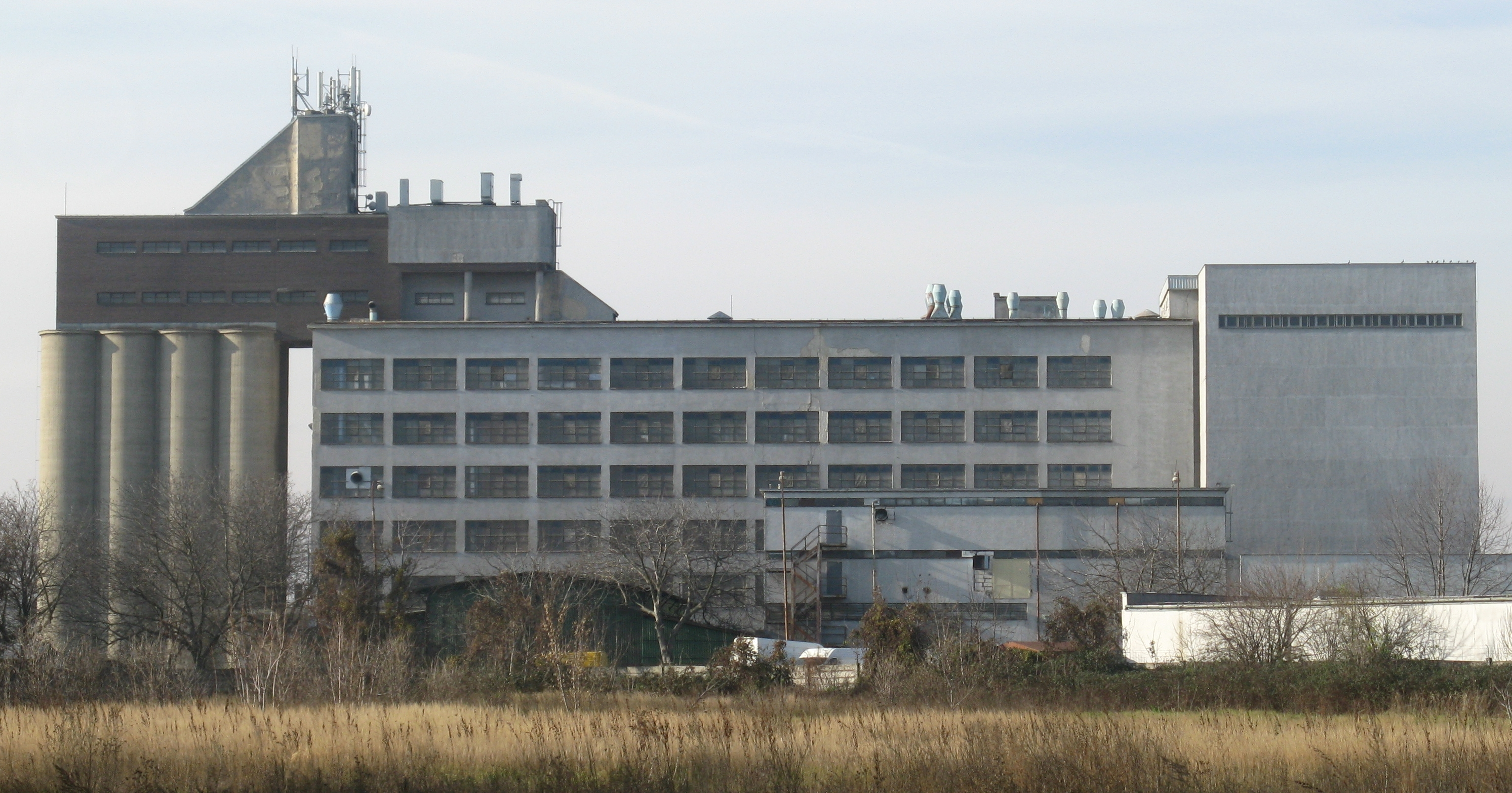
Mulino automatico NUPOD, Trnava
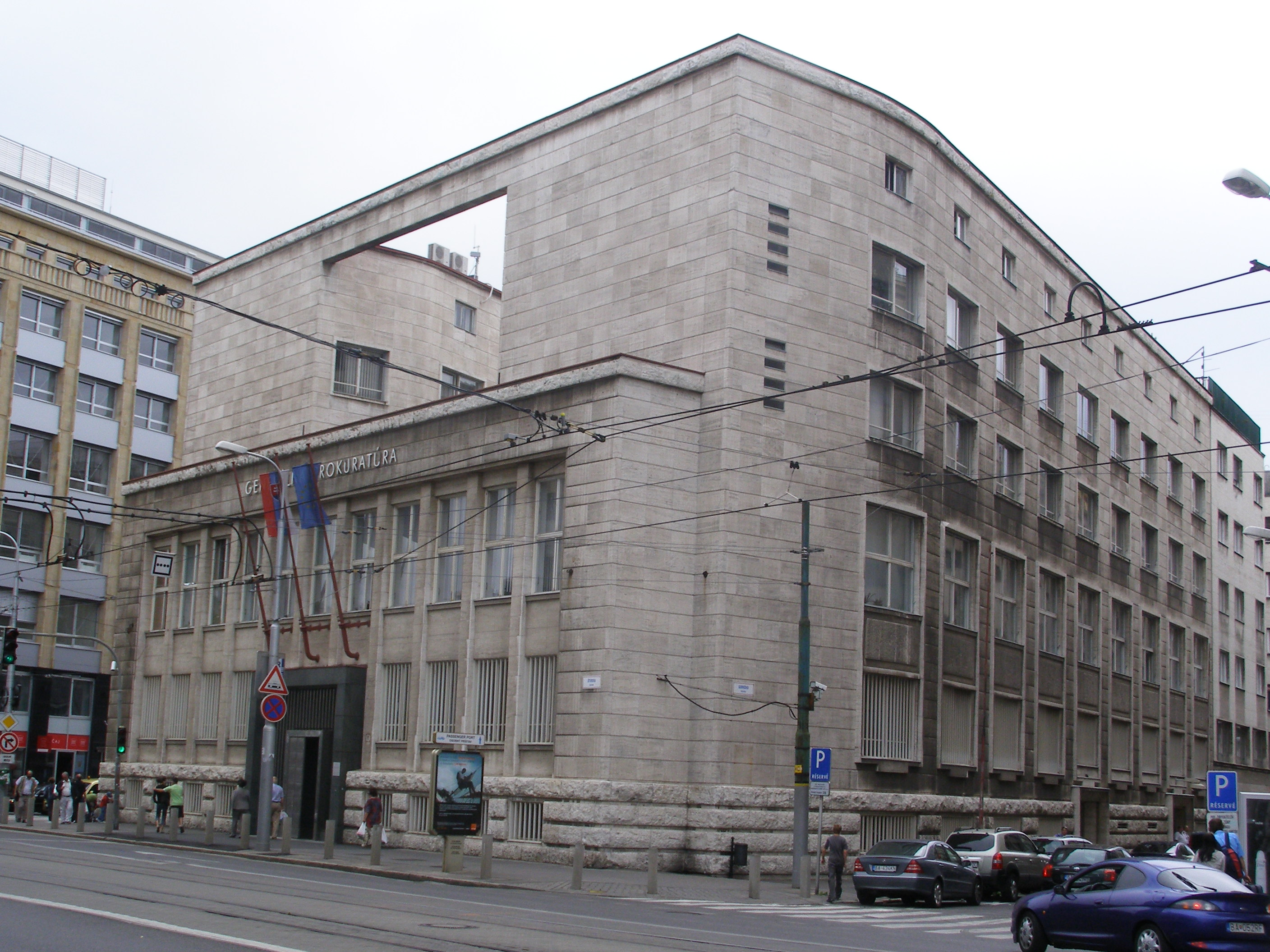
Banca nazionale, Bratislava
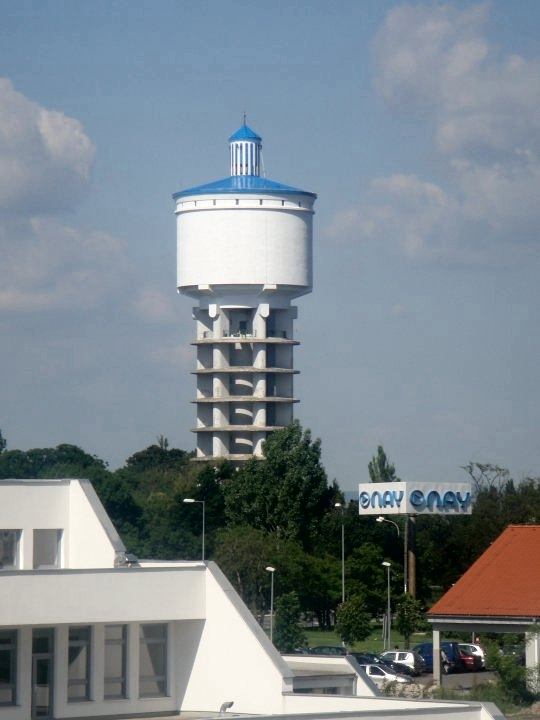
Serbatoio d'acqua, Trnava
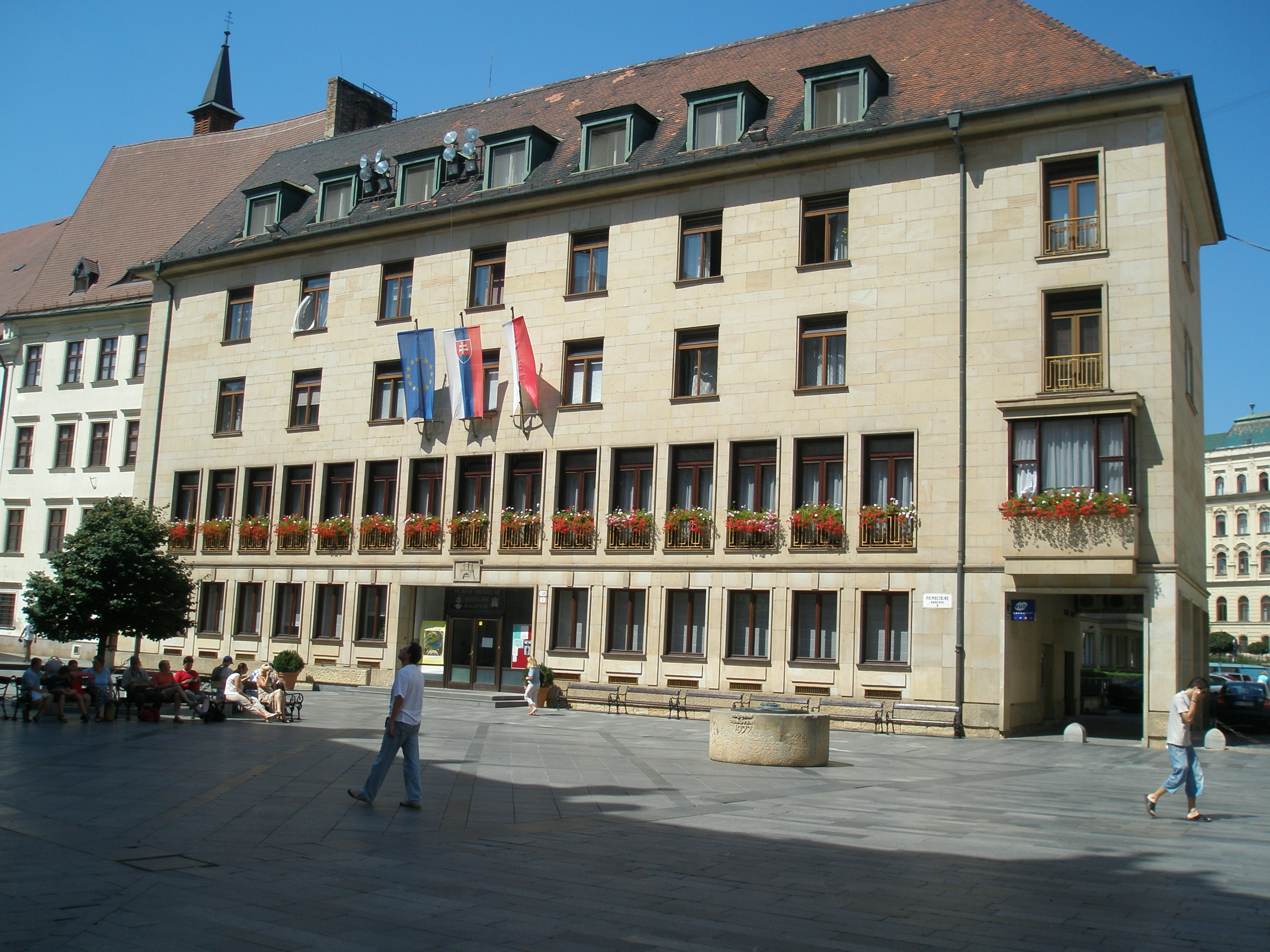
Municipio nuovo, Bratislava
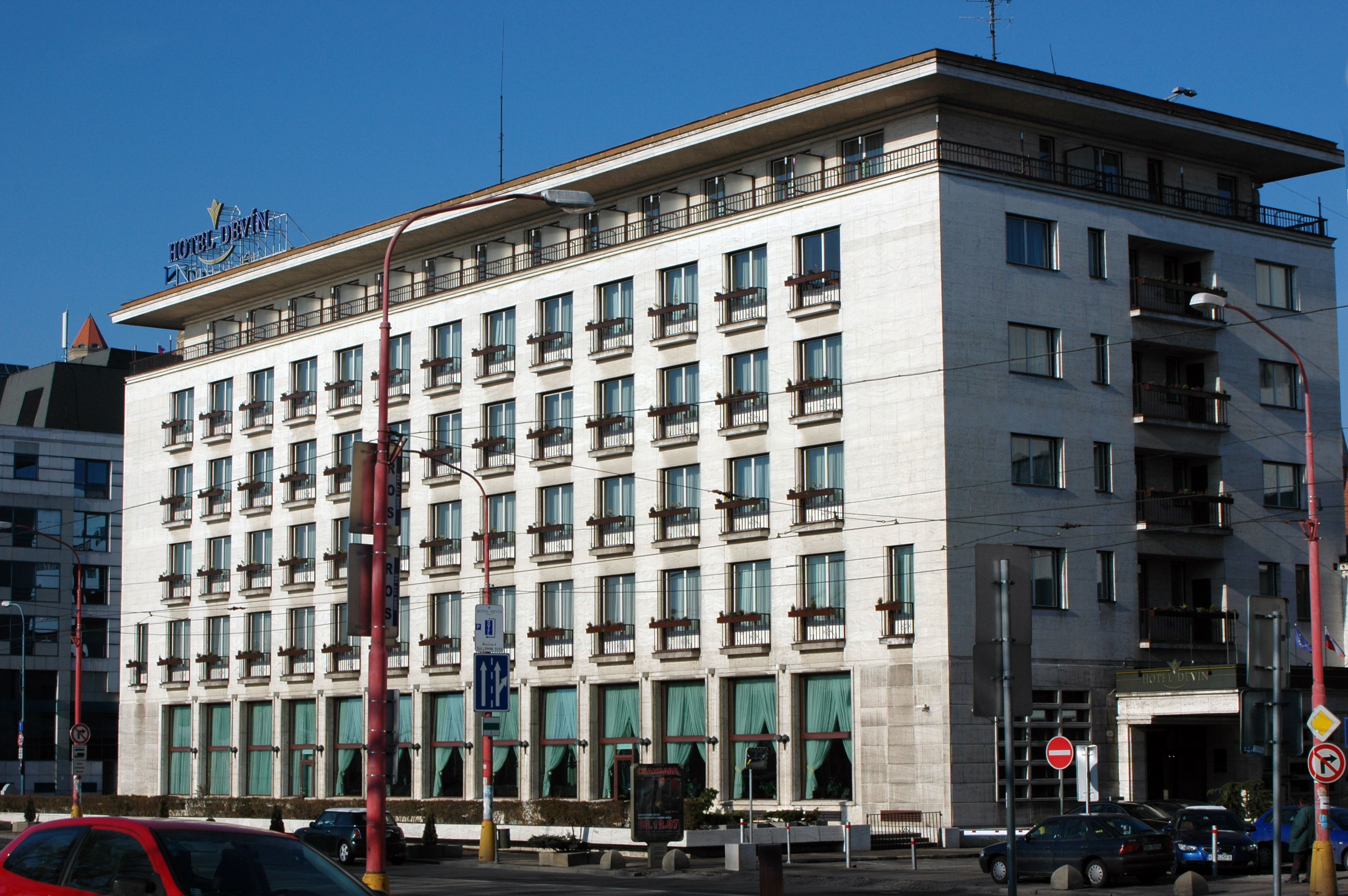
Hotel Devín, Bratislava
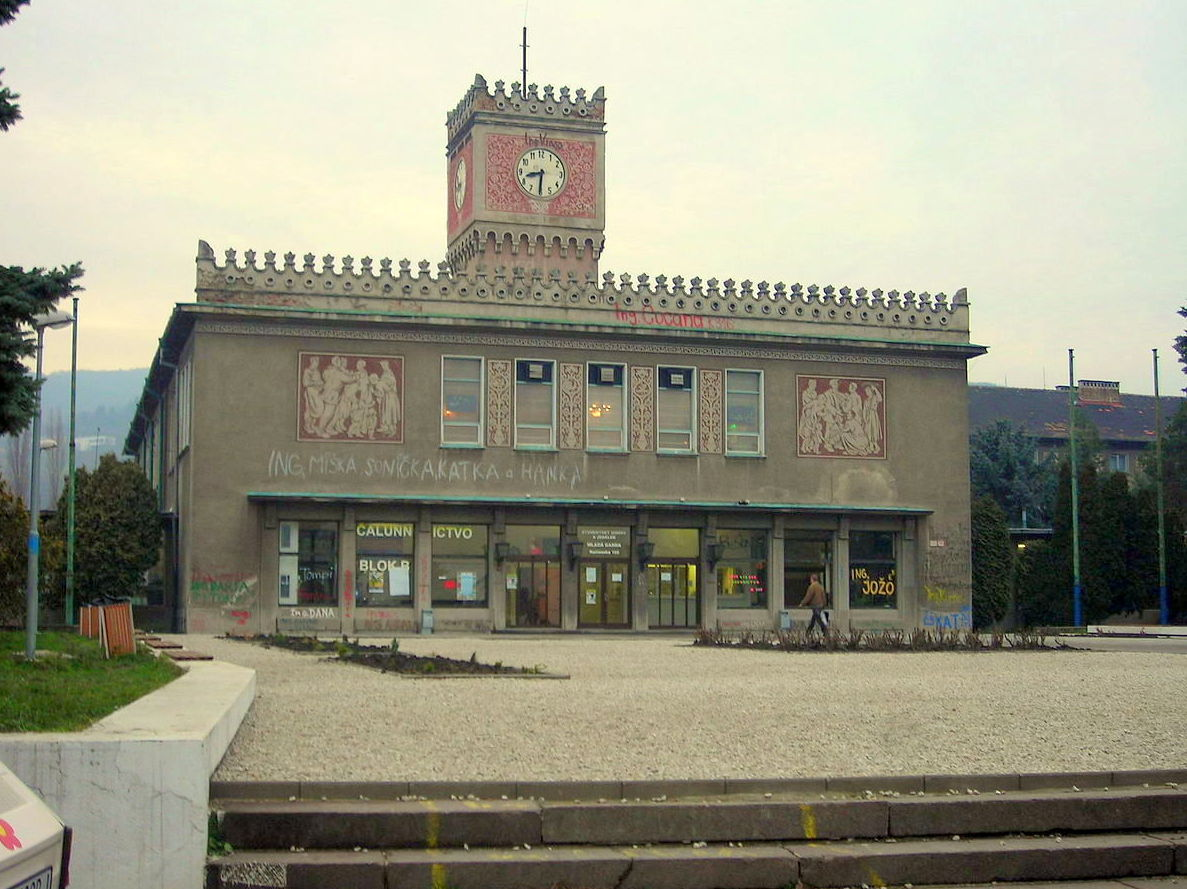
Internato per studenti Mladá garda, Bratislava